# سیمون اسباردلا
سیمون اسباردلا (انگلیسی: Simone Sbardella؛ زادهٔ ۱۷ آوریل ۱۹۹۳) بازیکن فوتبال است.